# Rappard (Adelsgeschlecht)

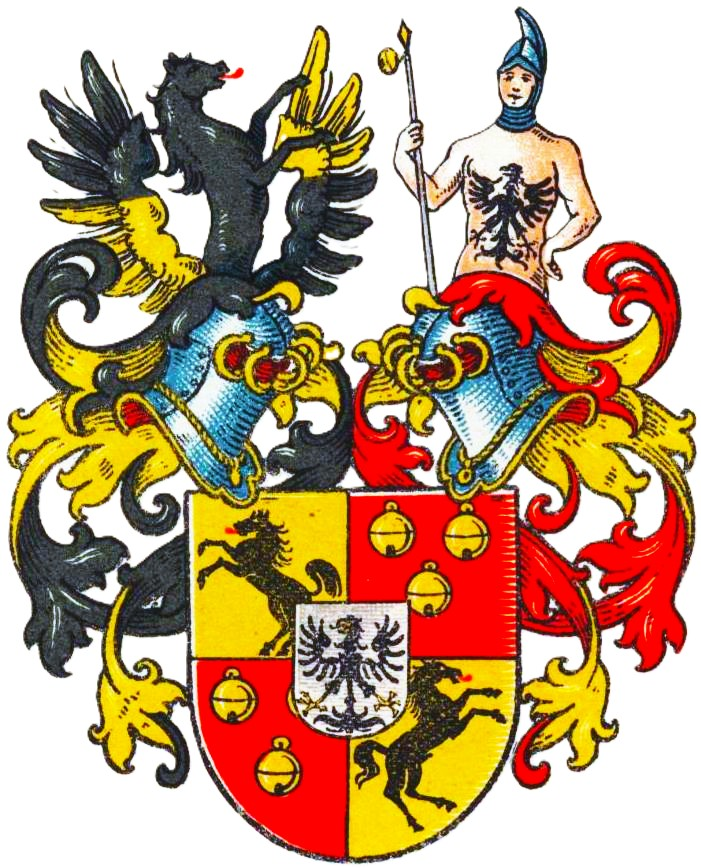
Wappen derer von Rappard im Wappenbuch des Westfälischen Adels

Rappard (auch: Treussart-Rappard) ist der Name eines niederrheinsch-preußischen Briefadelsgeschlechts, das seit Ende des 18. Jahrhunderts auch in den Niederlanden ansässig ist.

## Geschichte
Das Geschlecht stammt vom Niederrhein. Die nachgewiesene Linie beginnt mit Johann Rappard, der zwischen 1472 und 1490 im Dorf Dorsten erwähnt wird. Die Familie gehörte zunächst dem wohlhabenden Bürgertum an und erhielt erst später einen Adelstitel. Am 22. April 1791 wurden die Enkel und Brudersöhne des 1742 verstorbenen Kammerpräsidenten zu Kleve, Heinrich Wilhelm Rappard, den bereits der preußische König Friedrich Wilhelm I. 1737 adeln wollte, in den Adelsstand erhoben. Diese Nobilitierung betraf:
- den königlich-preußischen Kriegs- und Domänenrat Jakob Gerhard Rappard, der auch vom Kurfürsten von der Pfalz Karl Theodor als Reichs-Vicarius am 26. September 1790 den Reichsadelsstand erhalten hatte
- die fünf Söhne des verstorbenen Kriegs- und Domänenrats Johann Bertram Arnold von Rappard (1708–1774):
  - Johann Konrad von Rappard (1740–1810)
  - Bertram Johann Ernst von Rappard (1744–1805)
  - Johann Eberhard Adolf von Rappard (1749–1835)
  - Wilhelm von Rappard (1758–)
  - Franz Heinrich Johann von Rappard (1759–1822), Geheimer Kriegsrat, Kommissar für den klevischen Landtag, Regierungsrat in Aachen
- die zwei Söhne des verstorbenen Kriegsrats und Rentmeisters Casimir Alexander Rappard:
  - Heinrich Wilhelm von Rappard
  - Johann Casimir Alexander von Rappard
- die zwei Söhne des verstorbenen Kriegs- und Domänenrats Conrad Gerhard Rappard:
  - Dietrich Bertram von Rappard
  - Conrad Gerhard Philipp von Rappard
- den Sohn von ihrem verstorbenen Bruder, Regierungsrats Valentin Carl Franz Rappard, Franz Wilhelm Carl Albrecht von Rappard
- die Brudersöhne des Geheimrats und Kammerdirektors Heinrich Wilhelm Rappard:
  - Georg von Rappard
  - Bartold Friedrich Wilhelm von Rappard

Mehrere Familienmitglieder traten in die preußische Armee ein und andere gelangten an hohe Stellen im Staatsdienst.
Besitz hatte die Familie im Herzogtum Kleve in Riswick (urkundlich 1790) und in der Grafschaft Mark in Königsborn (1790–1810), ferner in der Provinz Brandenburg in Osdorf (1817–1843) und in der Provinz Posen Pinne (1802–1854) sowie 1803 Baskowo, Bestwin, Borownika, Cichocki, Duda, Dziewiota, Horecki, Jakubowo, Kochale, Konine, Kublewo, Lilla, Lubosnica, Perzyce, Roche, Rutki, Tratary, Trzuski, Turowo, Ujazel und Zamorze.
Über Kleve, Wesel und Lobith gelangten Mitglieder der Familie Ende des 18. Jahrhunderts in die Niederlande. Mitglieder des niederländischen Zweigs wurden zwischen 1815 und 1984 in den niederländischen Adelsstand aufgenommen oder erhoben. Einige Zweige erhielten für ihre männlichen Mitglieder den Rittertitel. In den USA und Deutschland existieren mehrere nicht geadelte Zweige.

## Persönlichkeiten
- Anthon van Rappard (1858–1892), niederländischer Maler und Zeichner
- Anthon Gerrit Æmile van Rappard (1871–1946), niederländischer Politiker und Abgeordneter in beiden Kammern
- Anthon Gerrit Æmile van Rappard (Bürgermeister) (1907–1970), Bürgermeister von Heemstede
- Anthony Gerhard Alexander van Rappard (1799–1869), niederländischer Politiker
- Axel von Rappard (1871–1961), Landrat
- Clara von Rappard (1857–1912), Schweizer Malerin
- Conrad von Rappard (1805–1881), Mitglied der Frankfurter Nationalversammlung
- Emil von Rappard (1863–1914), deutscher Major innerhalb der Schutztruppe von Deutsch-Südwestafrika
- Ernst Hermann van Rappard (1899–1953), niederländischer Nationalsozialist
- Frans Alexander van Rappard (1793–1867), niederländischer Beamter und Generalsekretär im Kriegsministerium
- Fritz-Georg von Rappard (1892–1946), deutscher Offizier, zuletzt Generalleutnant im Zweiten Weltkrieg
- Hendrik Mattheas Michaël van Rappard (1897–1982), niederländischer Leichtathlet und Olympiateilnehmer 1920
- Johann Bertram Arnold von Rappard (1708–1774), preußischer Kriegs- und Domänenrat und Unternehmer
- Johann Georg von Rappard (1915–2006), bis 1941 Besitzer der Bremsdorfer Mühle
- Johannes Karel van Rappard (1794–1855), niederländischer Offizier und Leiter der Koninklijke Militaire Academie
- Kurt von Rappard (1901–1981), deutscher Leichtathlet
- Louis Rudolph Jules van Rappard (1906–1994), niederländischer Politiker und Bürgermeister von Gorinchem
- Marcell von Rappard († 1866), preußischer Landrat
- Marius van Rappard (1876–1948), niederländischer Generalleutnant
- Oscar van Rappard (1896–1962), niederländischer Sportler, Olympiateilnehmer und Nationalsozialist
- Rolly van Rappard (* 1960), Mitgründer des Finanzinvestors CVC
- Wilhelm von Rappard (1788–1827), preußischer Oberstleutnant und Landrat
- Willem Frederik van Rappard (1846–1913), niederländischer Generalleutnant und Kriegsminister
- Willem Louis Frederik Christiaan van Rappard (1798–1862), niederländischer Politiker und Jurist
- Willem Louis Frederik Christiaan van Rappard (Bürgermeister) (* 1946), niederländischer Beamter und Bürgermeister der Gemeinde Nooroostpolder

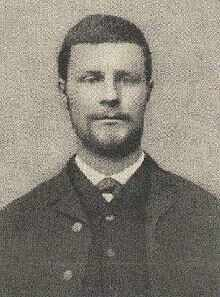
Anthon van Rappard (1858–1892)
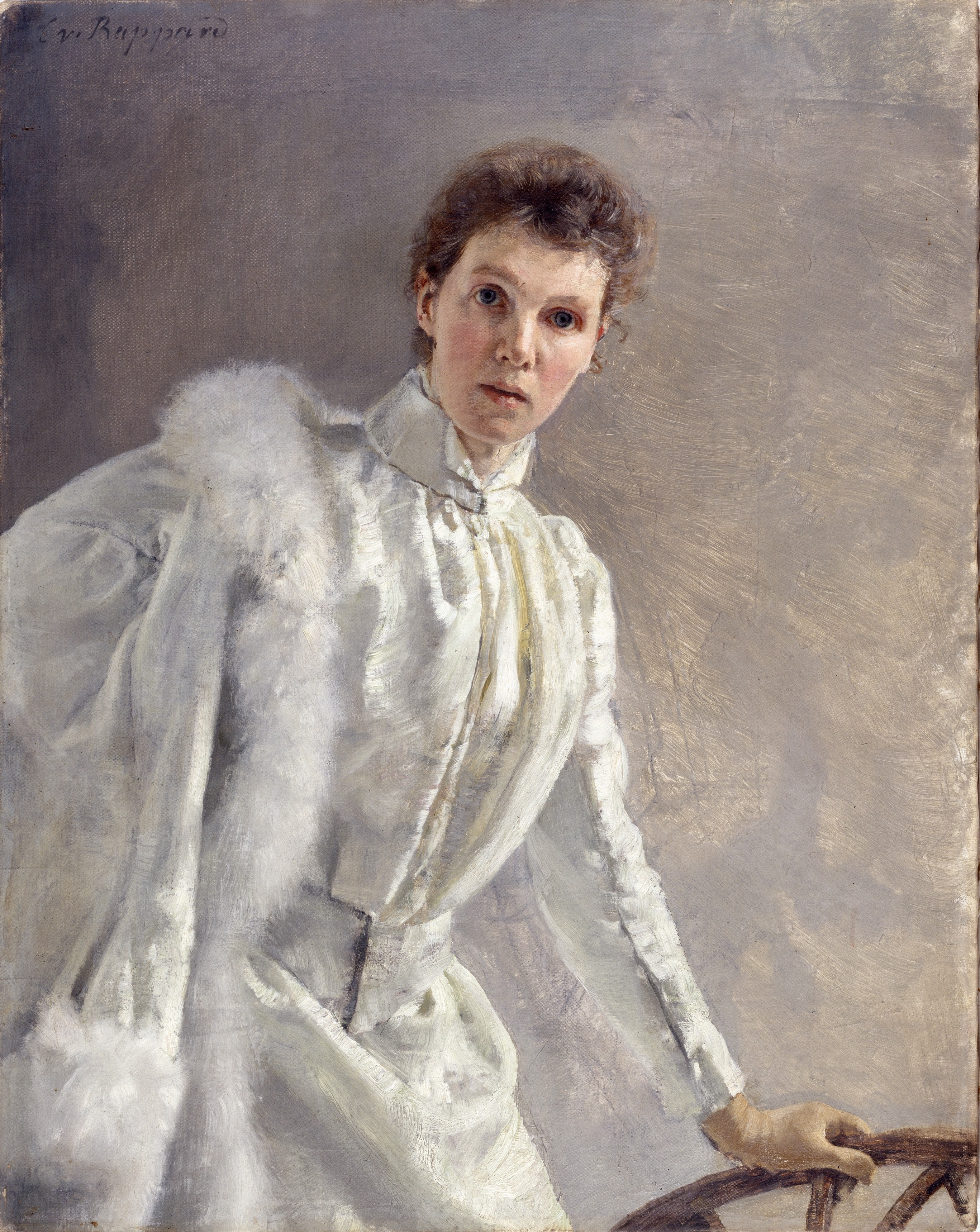
Clara von Rappard (1857–1912)
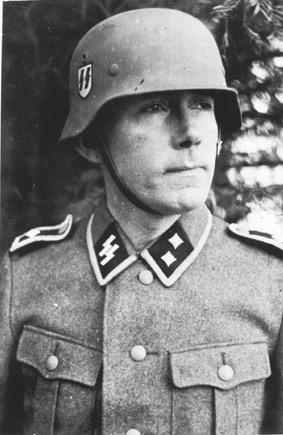
Ernst Hermann van Rappard (1899–1953)

## Wappen
Blasonierung des bürgerlichen Redenden WappensAuf ledigem Boden ein laufendes Pferd (Rappe). Auf dem Helm das Pferd wachsend. Die Tingierung ist vermutlich wie bei dem späteren vermehrten Adelswappen: In Gold ein schwarzes Pferd.
Blasonierung des Adelswappens von 1791Quadriert mit silbernen Herzschild, in dem ein schwarzer Adler. Feld 1 und 4 in Gold ein nach außen springendes schwarzes Pferd; Felder 2 und 3 in Rot drei (2:1) goldene Schellen. Zwei Helme: I. mit schwarz-goldenen Helmdecken ein wachsendes schwarzes Pferd zwischen zwei von Schwarz und Gold übereck geteilten Flügeln; II. mit rot-goldenen Decken ein wachsender nackter Mann, in der Rechten eine silberne Lanze mit goldener Spitze, an welcher eine goldene Schelle befestigt ist; auf dem Kopf ein eisenfarbiger Helm, auf der Brust mit dem schwarzen Adler belegt. Als Schildhalter zwei widersehende goldbewehrte schwarze Adler auf Marmorkonsole.
George Adalbert von Mülverstedt berichtet ferner, dass um 1900 von Familienmitgliedern auch noch ein einfaches Wappen mit abweichender Tingierung geführt wurde: In Blau ein silbernes (?) aufspringendes Pferd. Auf dem gekrönten Helm das Pferd wachsend. Die Helmdecken blau-silbern? Darüber hinaus sind aus den Niederlanden verschiedene weitere Wappenvarianten überliefert:

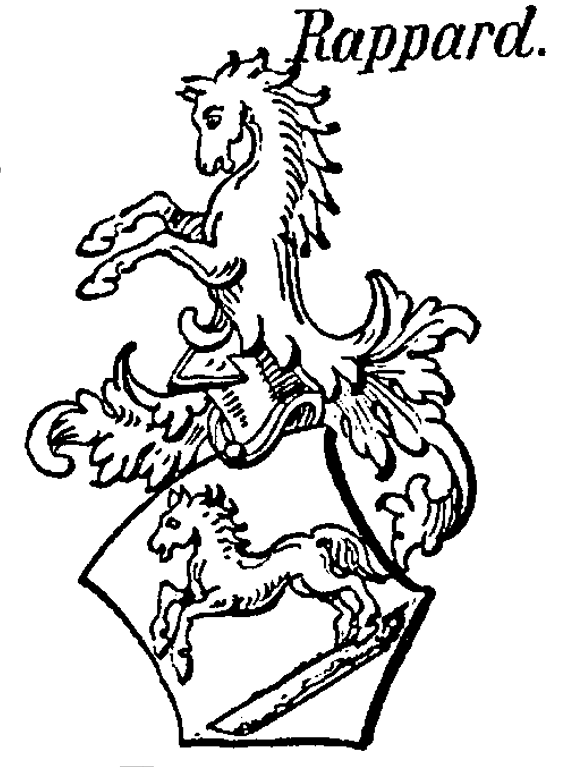
Bürgerliches Wappen der Rappard nach einem Siegel des D. Rappard in Kleve von 1795 in Siebmachers Wappenbuch
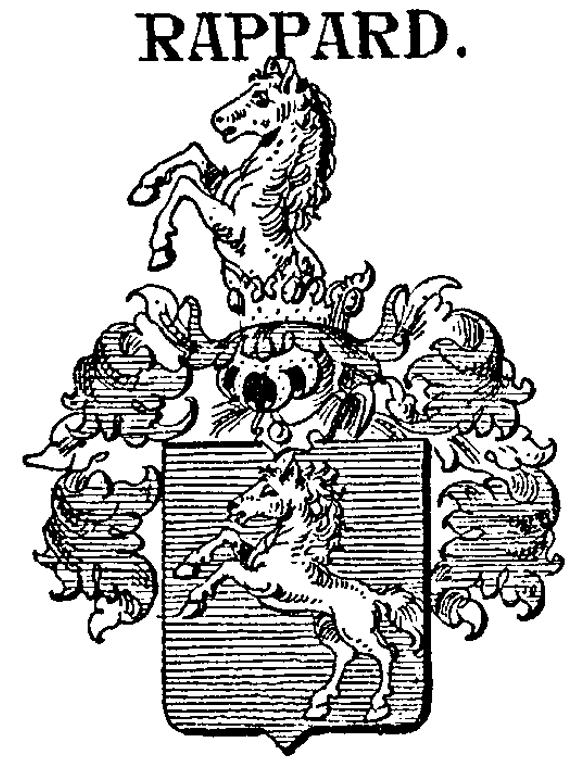
Wappenalternative derer von Rappard mit blauem Schild (um 1900) in Siebmachers Wappenbuch
Wappen der Van Rappard von 1815 in den Niederlanden
Wappen der Van Rappard von 1816 in den Niederlanden
Wappen der Van Rappard von 1821 in den Niederlanden
Wappen der Van Rappard von 1823 in den Niederlanden
Wappen der Van Rappard von 1830 in den Niederlanden
Wappen der Van Rappard von 1900 in den Niederlanden